# Al Mulock
Alfred Mulock Rogers (Toronto, Canadá; 30 de junio de 1926 - Guadix, España; mayo de 1968), más conocido como Al Mulock o Al Mulloch, fue un actor de cine canadiense recordado por sus papeles en películas del spaghetti western.

## Biografía
Alfred Mulock Rogers nació en la ciudad canadiense de Toronto, en la región de Ontario. Fue el único hijo del matrimonio conformado por Adèle Cawthra Mulock (1904–1970) y Alfred Rogers. Por vía materna, descendía de la familia Mulock, encabezada por Sir William Mulock, antiguo director general del Cuerpo de Correos de Canadá y una de las familias más ricas del entonces Dominio Británico de Canadá.
Se marchó a la ciudad de Nueva York, donde buscó fortuna en distintas agencias de actuación para llevarse pequeños papeles y asistió al Actors Studio de Lee Strasberg. Más tarde, con David de Keyser, fundó el The London Studio, donde enseñaba el método de actuación a actores británicos. Mulock llegó a convertirse en un miembro activo de la industria cinematográfica británica en los años cincuenta y principios de los sesenta, haciendo numerosas apariciones en varias series de televisión y películas británicas.
Es más conocido por sus papeles en las películas del spaghetti western gracias a sus colaboraciones con Sergio Leone, en El bueno, el feo y el malo y Hasta que llegó su hora.
Estaba casado con la actriz Steffi Henderson, pero murió en 1967 de cáncer de cuello de útero. Tuvieron un hijo, Robin Mulock.

## Muerte
Mulock se suicidó saltando desde su habitación de hotel en la ciudad granadina de Guadix (Andalucía, España), en mayo de 1968, mientras filmaba Hasta que llegó su hora. En el momento de saltar, llevaba el traje con el que debía rodar su escena, el encuentro en el apeadero de la estación junto a Jack Elam, Woody Strode y Charles Bronson. Mickey Knox y Claudio Mancini, uno de los productores de la película, fueron testigos del suicidio de Mulock: estaban conversando en el piso inferior cuando lo vieron a través de la ventana, precipitándose. Sobrevivió a la caída, pero en la misma se fracturó una costilla que, dado el penoso estado de la carretera hasta llegar al hospital, le perforó un pulmón. Antes de ser llevado a la ambulancia, Sergio Leone, más preocupado por el desarrollo de su rodaje, exigió que se recuperara el traje de Mulock antes de que se lo llevaran.
Se desconocen las razones de su suicidio, así como de su elección de hacerlo con su disfraz. Aunque habían estado separados por algún tiempo antes de su muerte, su esposa había muerto el año anterior de cáncer de cuello uterino. Mickey Knox también afirmó en su libro, The Good, the Bad and the Dolce Vita, que Mulock era un drogadicto y se suicidó por desesperación, ya que no pudo adquirir drogas en Guadix ni medicación para el síndrome de abstinencia.

## Filmografía selecta
- Joe MacBeth (1955)
- Wicked as They Come (1956)
- Interpol (1957)
- Kill Me Tomorrow (1957)
- The One That Got Away (1957)
- High Hell (1958)
- Death Over My Shoulder (1958)
- The Sheriff of Fractured Jaw (1958)
- La gran aventura de Tarzán (1959)
- Jazz Boat (1960)
- Tarzan the Magnificent (1960)
- The Mark (1961)
- The Hellions (1961)
- El día más largo (1962)
- The Small World of Sammy Lee (1963)
- Call Me Bwana (1963)
- Game for Three Losers (1965)
- Dr. Terror's House of Horrors (1965)
- Lost Command (1966)
- El bueno, el feo y el malo (1966)
- Huyendo del halcón (1966)
- Los despiadados  (1967)
- El tesoro de Makuba (1967)
- Battle Beneath the Earth (1967)
- Reflejos en un ojo dorado (1967)
- El día de la ira (1967)
- Shoot Twice (1968)
- Hasta que llegó su hora (1968)